# دراجة هوائية ثنائية

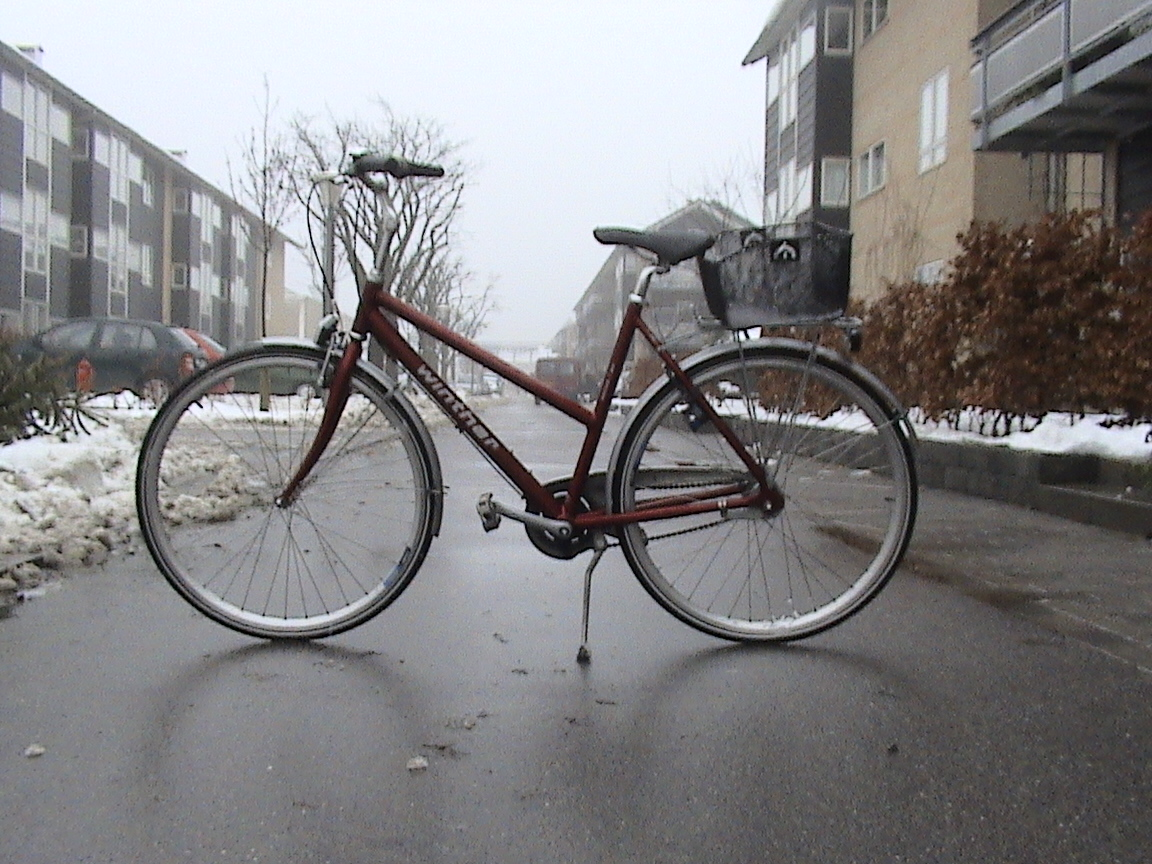
الدراجة الهوائية

رمز الدراجة الهوائية

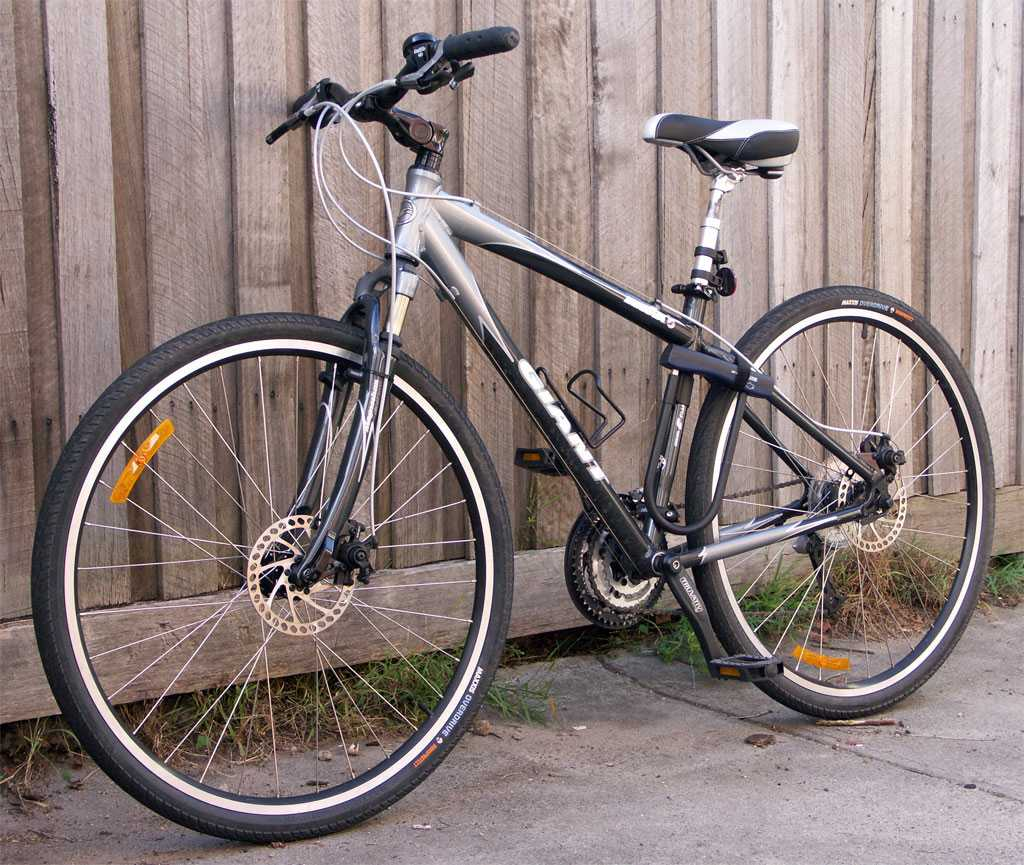
دراجة هجينة

الدراجة الهوائية هي مركبة تعتمد على الحركة البشرية وتعمل من خلال دفع الدواسات المتمركزة أمام العجلات الخلفية عن طريق استعمال الساقين. تحتوي على عجلتين متصلتين بالهيكل الخارجي للدراجة الهوائية. تعدّ الدراجة الهوائية من إحدى أجهزة المواصلات المستعملة منذ القدم، وتعتبر وسيلة تنقّل - أي أنه يترك مسلكاً وحيداً على الطريق الذي يمشي عليه قِدماً. إن مثل هذه المركبات عادة تملك القليل أو حصة معدومة من الاستقرار الجانبي في حالة الثبوت، ولكن تكونها أثناء الحركة قِدماً أو أثناء التحكم به. كما في حالة جميع المركبات ذات العجلات، فإن المسار المتخذ لكلٍ من العجلات الأمامية والخلفية يختلف بفارق بسيط جداً عند خروج المركبة عن مسارها المستقيم.
وجدت الدرّاجات الهوائية في القرن التاسع عشر الميلادي في أوروبا، ويوجد حوالي بليون دراجة هوائية على مستوى العالم كله، متفوّقة بذلك على عدد السيّارات بمعدل درّاجتين لكل سيارة. وتعد الدراجة إحدى وسائل النقل الأساسية في العديد من المناطق إلى يومنا الحاضر، وتمنح وسيلة مشهورة للاستجمام، حيث تعرف بكونها لعبة للأطفال، وجهاز للياقة البدنيّة، والتطبيقات العسكرية والشرطة، وتستخدم في خدمات البريد السريع وكذلك في سباقات الدرّاجات.
إن الشكل البدائي ومواصفات دراجة الأمان النموذجية، قد تغيّرت قليلاَ مع مرور الزمن مع ظهور أول نموذج لدرّاجة مزوّدة بسلسلة حوالي سنة 1885 للميلاد. لكن العديد من مواصفاتها منذ ذلك الحين قد طرأت عليها تعديلات جمّة، وبالأخص مع مجيء اللوازم والعتاد الحديثة والتصاميم المؤيدة باستخدام الحاسوب، العاملة على الأزدياد وتكاثر التصاميم المتخصصة للعديد من الدراجات.
ولاختراع الدراجة منذ أيامها الأولى تأثيراتها المهمة على المجتمع، في كلاً من الحضارة وأساليب الصناعة أو التصنيع الحديثة المتطوّرة. يجب الأشارة أيضاً إلى بعض العوامل والمكوّنات التي كانت من شأنها الدور المهم في التمهيد لصناعة السيّارات الأوتوماتيكية والتي اخترعت لخدمة صناعة الدرّاجات الهوائية مسبقاً، من هذه الأدوات على سبيل المثال اختراع محمل (وكان للسيّد فيليب فاغهان الفضل في تسجيل هذه الأختراع)، وإطار مطاطي خارجي، وسن العجل، والإطار الخارجي وغيره من الأدوات.

## تاريخها
لقد تطلب الوصول إلى الشكل النهائي للدراجة التي نعرفها اليوم وقتا طويلا، ومر بعدة مراحل أساسية. يعود أول تصور لشكلها للفنان الإيطالي ليوناردو دافنشي في نهاية القرن الخامس عشر 1493م. لم تلق فكرته اهتماما في ذلك الوقت، وبقيت طي النسيان لغاية نهاية القرن الثامن عشر.
1791م، حتى مجيء الكونت الفرنسي دي سيفراك من فرنسا الذي كان له الفضل في اختراع أول دراجة بدون دواسات ولا مقود. يستعملها ويركبها عن طريق دفعها بالارتكاز على الأقدام والجري وأطلق عليها اسم célérifére
منذ ذلك الوقت أدخلت عدة تعديلات على نظام حركتها من طرف بعض المخترعين منهم تريفو والمخترع الألماني درايس فون سامر براون الذي أضاف لها المقود سنة 1813م والمخترع ماك ميلان من بلاد الغال الذي ابتكر نظام الحركة (الدواسات، ومجموعة نقل الحركة) سنة 1839م. وفي سنة 1855م طورها الفرنسي أرنست ميشو ابن بير ميشو.

## تعريفها
هي وسيلة من وسائل النقل تتركب من عجلتين وتتصل العجلة الخلفية بالجنزير الذي يكون متصلا مع مكان القيادة أو بما يسمى الدواسة. ويوجد أيضا المقعد الذي يجلس فيه الراكب الذي يقوده. ويوجد محرك الدراجة وبه تلتف الدراجة إلى الجهة التي نريدها. أي أننا نلخص تركيب الدراجة في:
- العجلتان.
- السلسال.
- الدواسة.
- المقعد.
- المحرك.

## العجلة الكبيرة
وهنا برز سؤال كيف يمكن زيادة السرعة دون زيادة عدد مرات الضغط علي الدواسة وكانت الإجابة هي زيادة قطر العجلة الأمامية واستطاع الإنجليز نقل هذه الفكرة إلى حيز التنفيذ فصنعوا دراجة ذات عجلة أمامية كبيرة من الأمام وعجلة أخرى بالغة الصغر من الخلف.
ومع مرور الزمن اكتشف أنه يمكن زيادة السرعة بدون زيادة قطر العجلة الأمامية، فأصبحت الدراجة الحديثة تحوي عجلتين لهما نفس القطر، وازداد قطر المسنن الأمامي «الدواسة» وبالتالي زادت سرعة الدراجة وزاد العزم، وكلما زاد قطر المسنن الأمامي كما زاد العزم.
ومن اجزاءالدراجة: العجلة الامامية، والعجلة الخلفية، والدواستان، والسلسلة، والمقود، واسلاك الفرامل،
والفرامل، ومقبض الفرامل، والسرج، والمسنن، والذراع وهيكل الدراجة ولكل منهُ وظيفته الخاصة به.

## المكابح

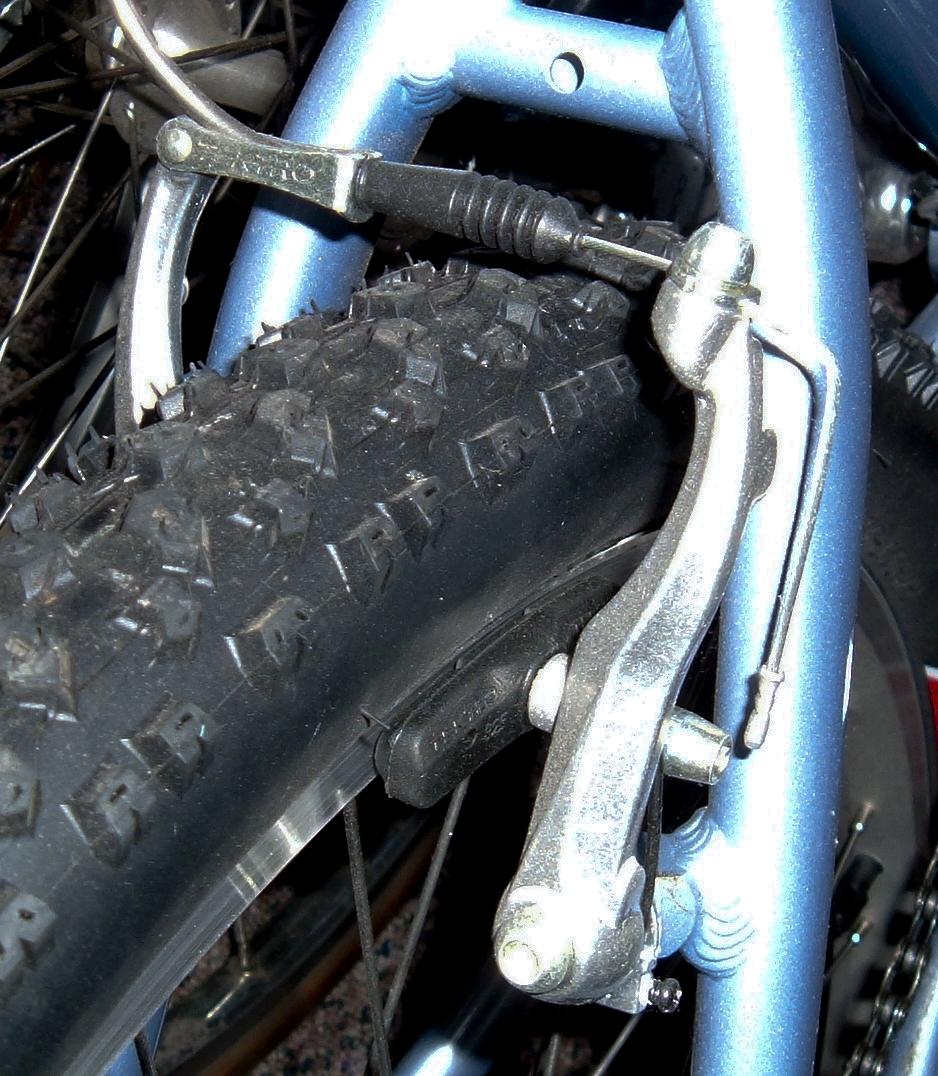
مكابح عجلة دراجة هوائية.

يمكن أن تؤذي الفرامل ذات الأقراص الحديدية القديمة الإطار بينما تعتبر الفرامل ذات الأقراص هي الأفضل لأنها بعيدة عن العجلة الأمامية أو الخلفية كما أنها أقوى في إيقاف الدراجة.

## المولد
المولد عنصر مهم في الدراجة إذ يساهم في اشتعال المصباح في الدراجة لإضاءة الطريق ليلا.
مكوناته الأساسية
- 1 - دولاب (عجلة مسننة) .
- 2 - وشيعة (جزء ثابت) سلكها ملفوف على النواة الحديدية .
- 3 - مغناطيس دائم (جزء متحرك) .
- 4 - قطبي المولد .

مبدأعمله
يعتمد عمله على ظاهرة التحريض الكهرومغناطيسي .
كيفية عمل دينامو الدراجة
عندما تلمس العجلة الأسطوانية للمولد محيط عجلة الدراجة المتحركة وبفعل الاحتكاك تدور فتدور معها الوشيعة بين أقطاب المغناطيس فتحدث عملية التحريض الكهرومغناطيسي فينتج التيار الكهربائي المتحرض وكلما زادت سرعة الدوران زادت شدة التيار المتحرض.

## فوائد الدراجة الهوائية

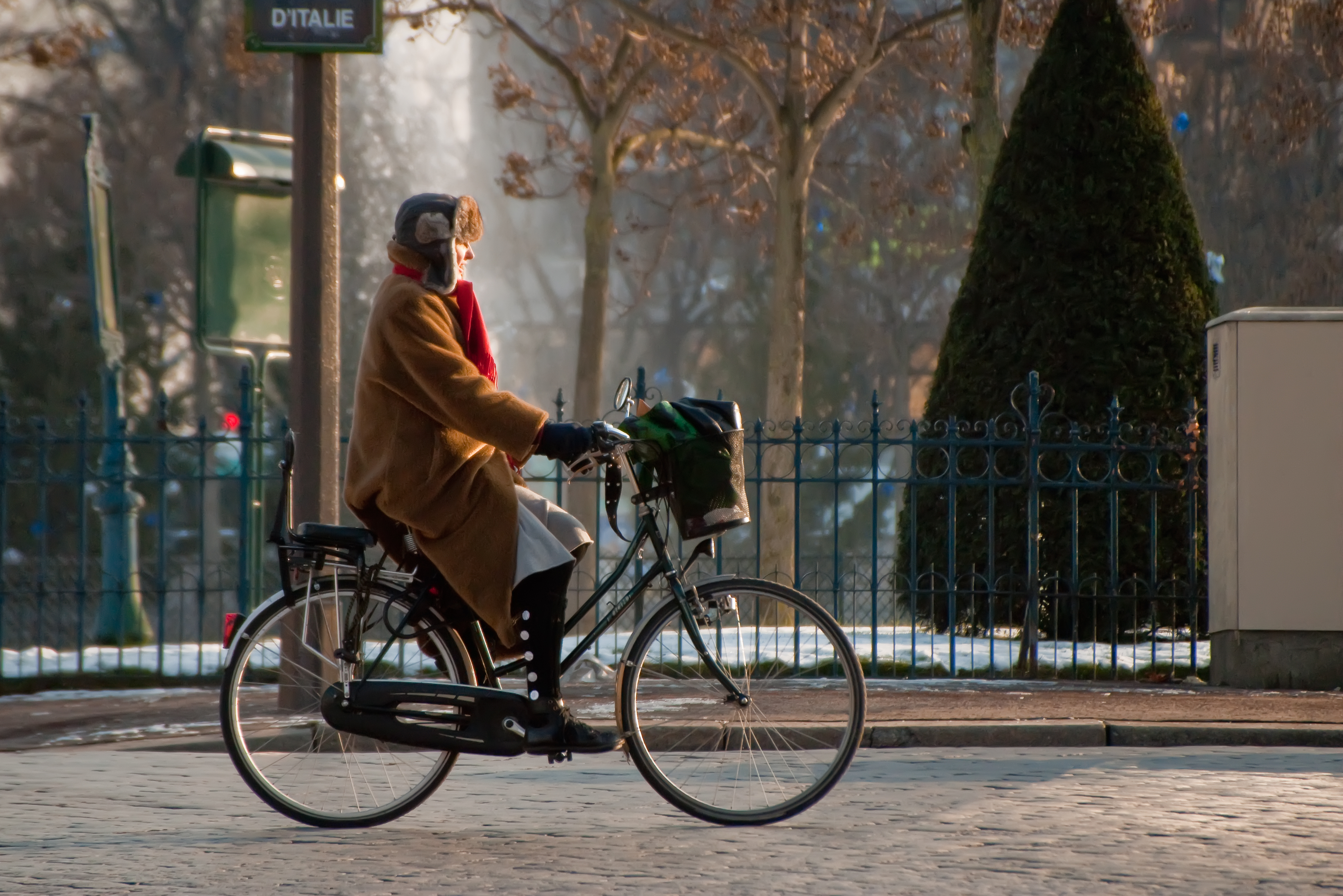
فائدة الدراجة

ذكر معهد التربية البدنية الألماني في كولونيا أن ركوب الدراجة إحدى الطرق المثالية:
- لتحسين جميع وظائف الجسم والمحافظة على صحته إجمالا إذا ما حرص المرء على ممارسة هذه الرياضة لمدة عشر دقائق فقط يوميا.
- للتمتع بلياقة بدنية عالية.
- لتقوية العضلات والدورة الدموية ومفاصل الجسم إذا ما حرص المرء على ركوب الدراجة لمدة عشر دقائق يوميا.
- لتحسين حالة القلب إذا مارس الإنسان رياضة ركوب الدراجة لمدة نصف ساعة يوميا.
- تنشيط الجسم، وتخفيف الوزن.

## أخطار الدراجة الهوائية على الأطفال

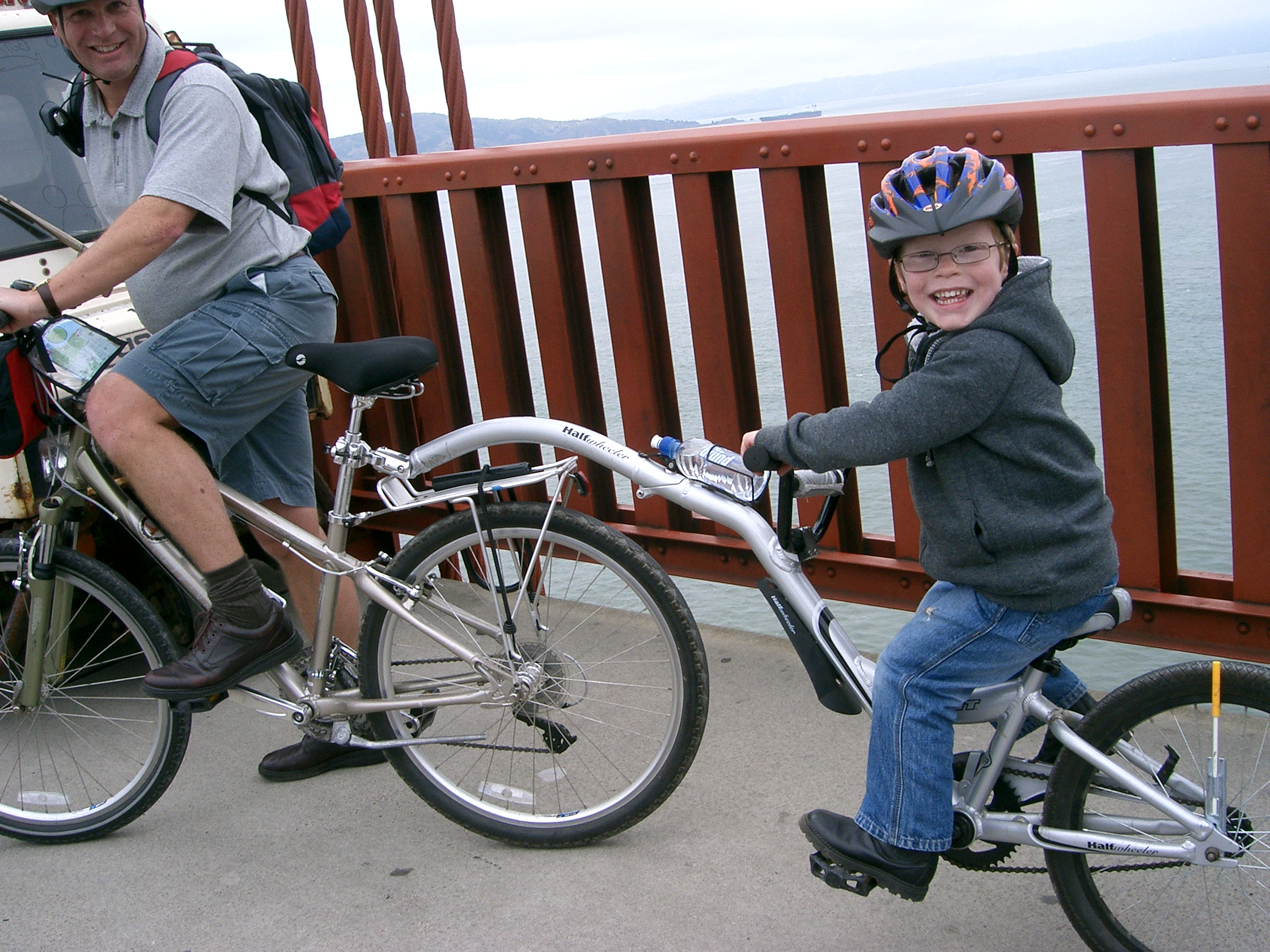
تعليم الدراجة الهوائية للأطفال.

للدراجات الهوائية أخطار عديدة منها السقوط والاصطدام نتيجة فقدان سائق الدراجة سيطرته عليها. فقد يصطدم الطفل بأشياء ثابتة، وأخطرها ناتجة عن إصطدامهم بالمركبات، بحيث يؤدي إلى الوفاة حوالي 10% من الحالات.
قبل ركوب الطفل الدراجة الهوائية، يجب الانتباه إلى تَوفُّر مواصفات معينة فيها كتجهيزها بجرس وضوء و معدات السلامة والتأكد دائماً من أن فراملها وعجلاتها بحالة جيدة، لأنه حتى لو التزم الطفل بكافة إرشادات السلامة، فإن ذلك لن يحميه من الحادث مع دراجة بحالة سيئة.
أما بالنسبة إلى حجم الدرّاجة، فيجب أن يكون مناسباً لسن الطفل أي أن يستطيع توقيفها بقدميه بسهولة.

## الدراجة المستلقية
الدراجة المستلقية هي مزيج من الدراجة والسيارة وهي نوع جديد وفريد من الدراجات المطورة.
وهي مركبة تعمل بالطاقة البشرية وتأخذ مزاياها من السيارة والدراجة الهوائية يكون فيها الراكب مستلقيا على كرسي ذي حامل ووسادة على هيئة مشابهة لجلوسه على كرسي أو أريكة منزلية بخلاف الدراجة ذات السرج. تكون رجلي الراكب أمامه وهو يحركها على الردافة، والتي بدورها تحرك عجلات الجارية. كما أنها تأتي بعجلات متعددة. توجد اشتقاقات أخرى للدراجة المستلقية كاليدوية، والمحجبة والمنقبة، والجدافة وغيرها. وجميعها تتصف بوجود الكرسي المريح.
تتميز بأمور كثيرة يلقي عليها موقعنا الضوء وتتلخص في أنها أكثر أمانا بسبب قربها من الأرض وسهولة توازنها، وأريح جسديا وتناسب جميع الأعمارمن رجال ونساء بسبب وجود الكرسي المريح. كما أن بعض أنواعها أسرع من الدراجات بسبب انسيابية هيكلها مع حركة الهواء.

## أشهر أنواع الدراجات الشخصية
تنقسم الدراجات إلى عدة أنواع تختلف حسب الاستخدام وبناء الهيكل والشكل والهدف منها، اما بالنسبة للمستخدم العادى للدراجات اى غير المحترف فهناك ثلاث أنواع أساسية ينبغى عليه معرفتها عند الاهتمام بشراء دراجة شخصية

### الدراجات الجبلية
الدراجات الجبلية و هي المستخدمة في الطرق غير الممهدة للسير أي غير مستوية ومغطاة بالأسفلت، وغالبا ما يستخدم هذا النوع من الدراجات في الطرق غير المؤهلة مثل الجبال والوديان وهي لها نوع خاص من الرياضة والسباقات. ويتسم هذا النوع من الدراجات بهيكل عريض وثقيل الوزن واطارات عريضة وسميكة لكى تتحمل الصدمات التي ستتعرض لها في هذا النوع من الطرق.

### دراجات الطريق
و هي الدراجات التي تستخدم في الطرق الممهدة، مثال على ذلك هي الدراجة التي تستخدمها للذهاب إلى عملك أو منزلك أو الاستمتاع بركوبها في انحاء المدينة. وتتسم هذه الدراجات بهيكل أكثر خفة وانسيابية مع الهواء مع وضع أكثر راحة للدراج حتى يستطيع قطع مسافات طويلة بها دون الحاجة إلى اى نظام تعليق مما يجعلها اسرع وأكثر نعومة أثناء السير.

### دراجات الهجين
دراجات الهجين هو النوع الذي تلجأ اليه إذا احتجت مزيج من الدراجات الجبلية ودراجات الطرق. إذا كان استخدامك للدراجة في انحاء المدينة ولكن الطرق غير ممهدة بشكل جيد أو انك قد تمر بمطبات وعوائق كثيرة في طريقك فدراجات الهجين هي الحل الامثل لك.
و تتسم دراجات الهجين بهيكل خفيف الوزن وانسيابى وأكثر راحة ولكن مع وجود نظام تعليق اخف من ذلك الذي يستخدم في الدراجات الجبلية اما عن الاطارات فهى متوسطة الحجم وقليلة السمك مما يجلعها تتحمل بعض الطرق غير الممهدة ولكن إلى حد معين.

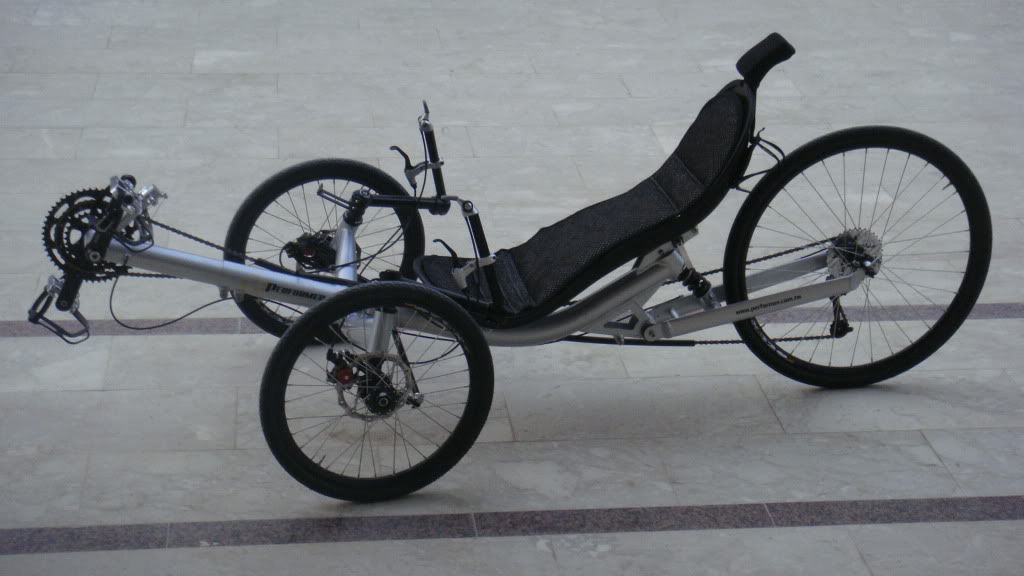
دراجة ثلاثية مريحة

## معرض صور

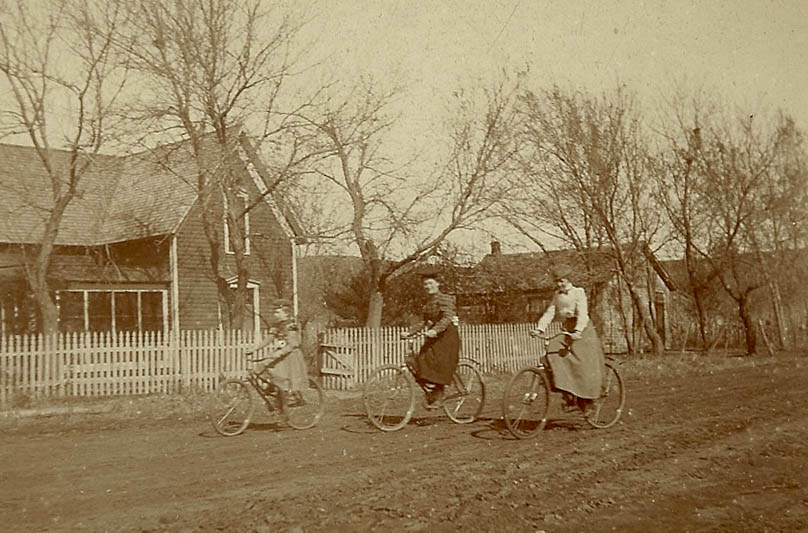
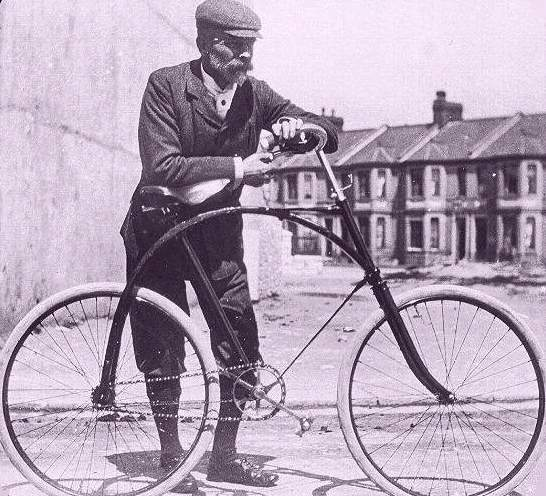
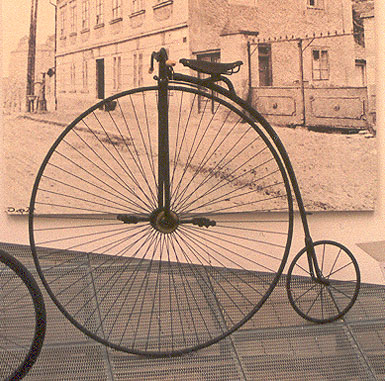